# Zagroda (gromada)
Zagroda – dawna gromada, czyli najmniejsza jednostka podziału terytorialnego Polskiej Rzeczypospolitej Ludowej w latach 1954–1972.
Gromady, z gromadzkimi radami narodowymi (GRN) jako organami władzy najniższego stopnia na wsi, funkcjonowały od reformy reorganizującej administrację wiejską przeprowadzonej jesienią 1954 do momentu ich zniesienia z dniem 1 stycznia 1973, tym samym wypierając organizację gminną w latach 1954–1972.
Gromadę Zagroda z siedzibą GRN w Zagrodzie utworzono jako jedną z 8759 gromad na obszarze Polski w powiecie chełmskim w woj. lubelskim na mocy uchwały nr 7 WRN w Lublinie z dnia 5 października 1954. W skład jednostki weszły obszary dotychczasowych gromad Depułtycze Królewskie kol., Depułtycze Królewskie wieś, Depułtycze Stare, Depułtycze Nowe, Ludwinów, Uher, Wojniaki, Weremowice i Zagroda ze zniesionej gminy Krzywiczki w tymże powiecie. Dla gromady ustalono 21 członków gromadzkiej rady narodowej.
1 stycznia 1969 gromadę zniesiono, włączając jej obszar do gromady Pokrówka w tymże powiecie.